# Еленин день

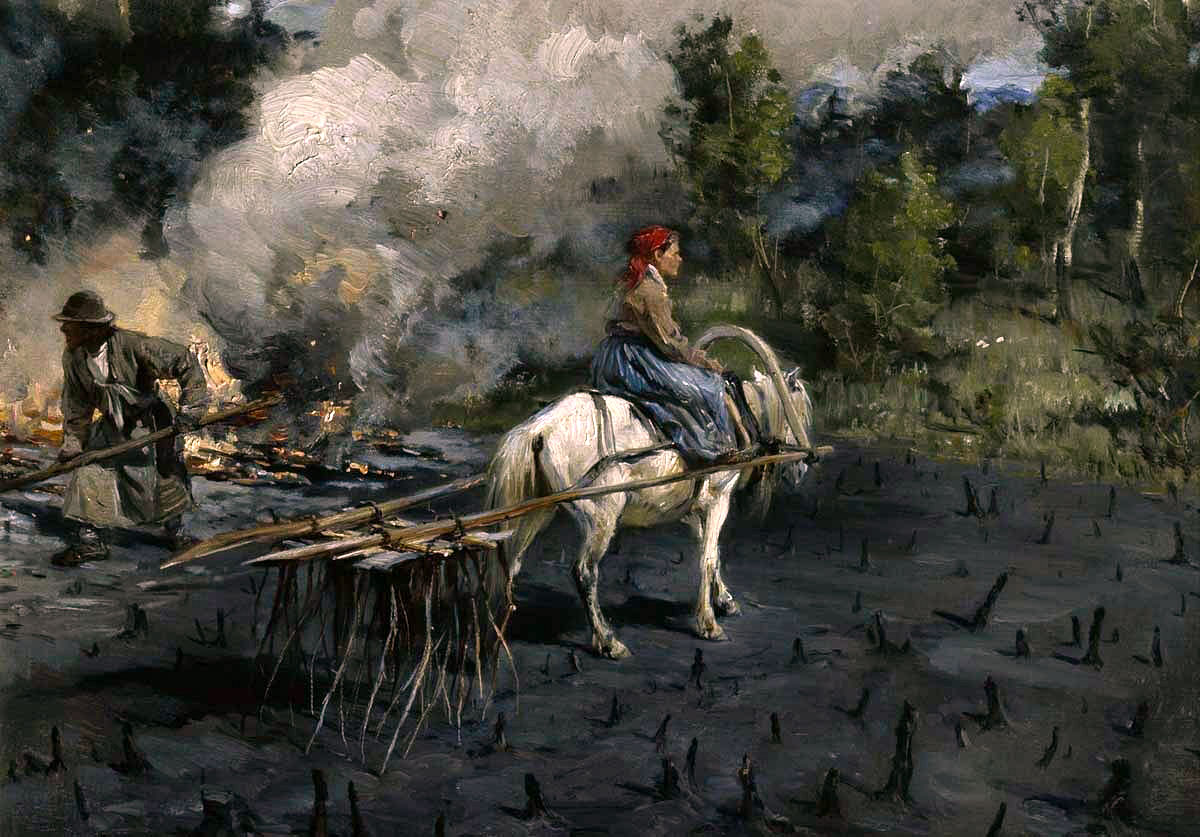
Приготовление почвы для посева льна в Вологодской губернии

Еленин день — день в народном календаре у славян, приходящийся на 21 мая (3 июня). Название дня происходит от имени святой Елены Равноапостольной. До этого дня заканчивали посев хлебов и начинали сеять лён и коноплю, а также позднюю пшеницу, овёс, местами яровую рожь, просо, гречиху.

## Другие названия дня
Алёна-лёносейка, Льняница, Олёна-Ленича, Длинные льны — Еленины косы, Елена — ранние льны, Олена — поздние овсы, Олёна — ранние росы, Алёна, Константин и Елена Сеяльники (Вят.), Елена — Льни́ца (Костром.), Еленосе́вки (Прикам.), Елены (Среднеурал.), Елены день (Забайкал.), Елены-Ле́нницы (Вят., Прикам.), Елены-Леносе́йницы (Прикам.), Елены-Цари́цы (Ярослав.), Константи́н (Севернорус.), Константи́н день (Среднеурал.), Константи́нов день (Прикам.), Константин-Овсяник (без указ. места), Ле́нница (Вят., Перм.), Лёносе́вки (Прикам.), Льносе́вки (Прикам.), Льняни́ца, Льняницы (Костром., Новгород., Орлов.), Матери Елены — Цари Константины (Среднеурал.), Мать Елена (Архангел.), Мать Елена и Отец Константин (Прикам.), Мать Елена и Царь Константин (Вологод., Сибир.), Мать Олёна (без указ. места), Олёна-Ле́нница (Прикам.), Олёна-Леносевка (без указ. места), Олёны — Ледники (Киров.), Олёны — Холодные ледники (Киров.), Ранние льны (Нижегород.), (Прикам.)[страница не указана 3251 день], рус. Елена-завивальница.
укр. Льоносійка; болг. Костадиновден, Костадинка и Еленка, сфити цар Кунстандин и царица Иленъ; макед. Еледин-Костадин. В Западной Фракии 21 мая отмечался день Константина, а 22 мая — Елены (с. Габрово).
В этот день Русской православною церковью почитаются в том числе равноапостольная царица Елена и римский император Константин, чьи имена присутствуют в названии дня.

## Обряды и поверья
Равноапостольной Елене молятся о покровительстве посевов и плодородии; перед Владимирской иконой Божией Матери молятся при нападении врагов.
Святые Константин и Елена считались покровителями льноводства и огуречных грядок, поэтому в этот день старались посеять лён и посадить огурцы. Говорили: «Олене — льны, огурцы — Константину».

На сев льна в старину было в обычае не выезжать без выполнения особой обрядности. Старухи собирали в канун Еленина дня по паре яиц с каждой бабы, пекли их «всем бабьим миром» — в одной облюбованной для этого печи и, затем, раскладывали, не без ведома сеятелей, в мешки с семенами; но мужики не должны были проговариваться о своём «знатье», — молча собирались и выезжали они, благословясь, [на сев].— А. А. Коринфский
 На полосе, вспаханной под льны, каждый сеятель сначала подбрасывал яйца вверх, полагая, что «чем выше будут подброшены яйца, тем выше вырастет и лён», затем съедал их с приговором: «Пусть уродится лён такой же белый как это яичко», а потом уже приступал к посеву семян. Скорлупки яиц должны были привозиться домой; там старухи толкли их и подбавляли понемножку в корм курам: чтобы неслись лучше.
По сообщению этнографа С. В. Максимова, в ряде мест существовал обычай под названием «обманывать лён». Состоявший в том, что во время сева льна женщины раздевались донага, объясняя это тем, что это увеличит урожай льна. Будто лён, глядя на их наготу сжалиться над ними: «Эта баба бедная — у неё даже рубашки на теле нет, надо будет пожалеть её и получше уродиться».
В день Олены-льняницы девушки исполняли песни, основной темой которых было сеяние льна. Тексты песен имели магический характер и представляли собой заклинания на рост и урожай льна или конопли:
Посею я, младая, ленку

При дорожке, при толку:

Ты расти, расти ленок,

Тонок, долог и высок,

В земелюшку корешок,

Что вниз коренист,

А вверх семянист!
Лён лучше сеять в тёплый и тихий день в полный месяц или ущерб месяца, когда ясно светит, на чёрной не мокрой, а лучше на луговой земле. В полном месяце и ущербе месяца достаточно немного семени, а льна достаточно приносит.[где?][когда?]
Если к этому времени огурцы уже были посеяны, и хозяйкам нужно было теперь позаботиться об их сохранности. Для этого в доме брали старый лапоть, волокли его ногой на огород и бросали на грядку с огурцами, приговаривая: «Как густо сей лапоть плёлся, так чтобы и огурцы плелись».[где?][когда?]
Белорусским девушкам в этот день запрещалось заплетать косы, чтобы лён и волосы девушек росли длиннее и не путались.
В день Елены и Константина сеют позднюю пшеницу[где?][когда?]. В Тамбовской губернии происходил второй посев льна и конопли.

## Поговорки и приметы
- На Олёну сей лён[2][страница не указана 3251 день].
- Лён с ярью не ладит (не советует сеять на льнищах ярового хлеба и ничего иного)[15].
- Посеешь лён на Олёну — будут длинные льны[1].
- На Олену-льняницу было принято также сажать огурцы[16].
- Ярицу, лён, гречиху, ячмень и позднюю пшеницу сей с Оленина дня (нижегород.)[17].
- укр. Якою буде льоносійка, такою видаеться й осінь — сонячною або дощовою[4].